# Costi, Galați
Costi este un sat în comuna Vânători din județul Galați, Moldova, România.
Satul Costi (în trecut numit și Odaia Costii sau Costii) este amintit în documentele din secolele XVIII și XIX în cadrul ocolului Siretului, județul Covurlui și a aparținut, până în 1936, de comuna Filești. Avem de a face mai întâi cu un ocol/adăpost de iarnă - odaie - pentru vite, a unui oarecare Costea, pe lângă care s-a stabilizat un cătun, apoi un sat, o comunitate sătească.
 Acest articol despre o localitate din județul Galați este deocamdată un ciot. Puteți ajuta Wikipedia prin completarea lui.